# Фантомацан
Фантомацан (енгл. Fantomcat) британска је анимирана серија коју је створио Енди Ропер за ITV. У Србији серију је емитовао Happy, који је такође и урадио синхронизацију на српски језик.

## Радња
Фантомацан је маскирани херој који је био на врхунцу славе 1699. године, када је у бици победио свог највећег непријатеља Барона вон Скелтера под кровом његовог замка. Међутим, нечастиво бива увучен у слику у којој је био заробљен три века. После тог периода, околина око замка је постала бучна метропола звана Метросити, град који је потопљен криминалним активностима које води опаки паук Мармагора.
Поноћи 31. децембра 1999. Фантомацан се ослобађа свог заробљеништа и придружује дивљој мачки званој Мацана — строгој детективки која је одрасла обожавајући Фантомацана, Мекдафу — плашљивом мишу који мрзи рупе и Линдбергу — неразумљивом акрофобичном голубу. Заједно, они се боре против зла које је поприлично порасло у модерном добу.

## Гласовне улоге
| Улога               | Енглески глас | Српски глас         |
| ------------------- | ------------- | ------------------- |
| Фантомацан          | Роберт Пауел  | Небојша Миловановић |
| Мeкдаф              | Роб Ракстро   | Лако Николић        |
| Мацана Паметњаковић | Лорелај Кинг  | Ана Маљевић         |